# NASCAR Grand National de 1953
A Temporada da NASCAR Grand National de 1953 foi a quinta edição da Nascar, com 37 etapas disputadas o primeiro bicampeão foi Herb Thomas.

## Calendário
| '  | Data   | Corrida           | Circuito                        | Campeão         | Segundo         | Terceiro          |
| 1  | 1-feb  | Race 1            | Palm Beach Speedway             | Lee Petty       | Jimmie Lewallen | Tim Flock         |
| 2  | 15-feb | Race 2            | Daytona Beach & Road Course     | Bill Blair      | Fonty Flock     | Tommy Thompson    |
| 3  | 8-mrt  | Race 3            | Harnett Speedway                | Herb Thomas     | Dick Rathmann   | Lee Petty         |
| 4  | 29-mrt | Wilkes County 200 | North Wilkesboro Speedway       | Herb Thomas     | Dick Rathmann   | Fonty Flock       |
| 5  | 5-apr  | Race 5            | Charlotte Speedway              | Dick Passwater  | Gober Sosebee   | Herschel Buchanan |
| 6  | 19-apr | Richmond 200      | Richmond International Raceway  | Lee Petty       | Dick Rathmann   | Buck Baker        |
| 7  | 26-apr | Race 7            | Central City Speedway           | Dick Rathmann   | Herb Thomas     | Jimmie Lewallen   |
| 8  | 3-mei  | Race 8            | Langhorne Speedway              | Buck Baker      | Lee Petty       | Fonty Flock       |
| 9  | 9-mei  | Race 9            | Columbia Speedway               | Buck Baker      | Tim Flock       | Jimmie Lewallen   |
| 10 | 16-mei | Race 10           | Hickory Motor Speedway          | Tim Flock       | Joe Eubanks     | Ray Duhigg        |
| 11 | 17-mei | Race 11           | Martinsville Speedway           | Lee Petty       | Herb Thomas     | Dick Rathmann     |
| 12 | 24-mei | Race 12           | Powell Motor Speedway           | Herb Thomas     | Dick Rathmann   | Buck Baker        |
| 13 | 30-mei | Raleigh 300       | Raleigh Speedway                | Fonty Flock     | Speedy Thompson | Tim Flock         |
| 14 | 7-jun  | Race 14           | Louisiana Fairgrounds           | Lee Petty       | Dick Rathmann   | Herb Thomas       |
| 15 | 14-jun | Race 15           | Five Flags Speedway             | Herb Thomas     | Dick Rathmann   | Lee Petty         |
| 16 | 21-jun | International 200 | Langhorne Speedway              | Dick Rathmann   | Lee Petty       | Jim Paschal       |
| 17 | 26-jun | Race 17           | Tri-City Speedway               | Herb Thomas     | Dick Rathmann   | Joe Eubanks       |
| 18 | 28-jun | Race 18           | Wilson Speedway                 | Fonty Flock     | Dick Rathmann   | Herb Thomas       |
| 19 | 3-jul  | Race 19           | Monroe County Fairgrounds       | Herb Thomas     | Dick Rathmann   | Lee Petty         |
| 20 | 4-jul  | Race 20           | Piedmont Interstate Fairgrounds | Lee Petty       | Buck Baker      | Herb Thomas       |
| 21 | 10-jul | Race 21           | Morristown Speedway             | Dick Rathmann   | Herb Thomas     | Lee Petty         |
| 22 | 12-jul | Race 22           | Lakewood Speedway               | Herb Thomas     | Dick Rathmann   | Lee Petty         |
| 23 | 22-jul | Race 23           | Rapid Valley Speedway           | Herb Thomas     | Dick Rathmann   | Fonty Flock       |
| 24 | 26-jul | Race 24           | Lincoln City Fairgrounds        | Dick Rathmann   | Herb Thomas     | Lee Petty         |
| 25 | 2-aug  | Race 25           | Davenport Speedway              | Herb Thomas     | Buck Baker      | Lee Petty         |
| 26 | 9-aug  | Race 26           | Occoneechee Speedway            | Curtis Turner   | Herb Thomas     | Lee Petty         |
| 27 | 16-aug | Race 27           | Asheville-Weaverville Speedway  | Fonty Flock     | Herb Thomas     | Bill Blair        |
| 28 | 23-aug | Race 28           | Princess Anne Speedway          | Herb Thomas     | Fonty Flock     | Lee Petty         |
| 29 | 29-aug | Race 29           | Hickory Motor Speedway          | Fonty Flock     | Herb Thomas     | Joe Eubanks       |
| 30 | 7-sep  | Southern 500      | Darlington Raceway              | Buck Baker      | Fonty Flock     | Curtis Turner     |
| 31 | 13-sep | Race 31           | Central City Speedway           | Speedy Thompson | Lee Petty       | Gober Sosebee     |
| 32 | 20-sep | Race 32           | Langhorne Speedway              | Dick Rathmann   | Herb Thomas     | Speedy Thompson   |
| 33 | 3-okt  | Race 33           | Bloomsburg Fairgrounds          | Herb Thomas     | Dick Rathmann   | Buck Baker        |
| 34 | 4-okt  | Race 34           | Wilson Speedway                 | Herb Thomas     | Speedy Thompson | Fonty Flock       |
| 35 | 11-okt | Wilkes 200        | North Wilkesboro Speedway       | Speedy Thompson | Fonty Flock     | Ray Duhigg        |
| 36 | 13-okt | Race 36           | Martinsville Speedway           | Jim Paschal     | Lee Petty       | Bill Blair        |
| 37 | 1-nov  | Race 37           | Lakewood Speedway               | Buck Baker      | Fonty Flock     | Lee Petty         |

## Classificação final
| 1  | Herb Thomas     | 8460 |
| 2  | Lee Petty       | 7814 |
| 3  | Dick Rathmann   | 7362 |
| 4  | Buck Baker      | 6713 |
| 5  | Fonty Flock     | 6174 |
| 6  | Tim Flock       | 5011 |
| 7  | Jim Paschal     | 4211 |
| 8  | Joe Eubanks     | 3603 |
| 9  | Jimmie Lewallen | 3508 |
| 10 | Curtis Turner   | 3373 |